# Folkomröstningen om Maastrichtfördraget i Danmark 1992
Folkomröstningen om Maastrichtfördraget i Danmark hölls 2 juni 1992. I folkomröstningen röstade 49,3 procent för medan 50,7 procent röstade emot. Valdeltagandet var 83,1 procent. 
Som ett resultat av folkomröstningen kom Maastrichtfördraget att delvis omförhandlas. Resultatet av förhandlingarna blev Edinburghbeslutet, som banade vägen för en ny folkomröstning om Maastrichtfördraget i Danmark den 18 maj 1993. Den gången blev resultat för, 56,77 procent.